# Lipromela
Lipromela là một chi bọ cánh cứng trong họ Chrysomelidae.
Chi này được miêu tả khoa học năm 1933 bởi Chen.

## Các loài
Chi này gồm các loài:
- Lipromela pubipennis Chen & Wang, 1980